# Venasque
Venasque – miejscowość i gmina we Francji, w regionie Prowansja-Alpy-Lazurowe Wybrzeże, w departamencie Vaucluse.
Według danych na rok 1990 gminę zamieszkiwało 785 osób, a gęstość zaludnienia wynosiła 22 osoby/km² (wśród 963 gmin regionu Prowansja-Alpy-W. Lazurowe Venasque plasuje się na 418. miejscu pod względem liczby ludności, natomiast pod względem powierzchni na miejscu 266.).

## Populacja

Populacja Venasque w latach 1962–2008